# Besleria leucocarpa
Besleria leucocarpa är en tvåhjärtbladig växtart som beskrevs av Conrad Vernon Morton. Besleria leucocarpa ingår i släktet Besleria och familjen Gesneriaceae. Inga underarter finns listade i Catalogue of Life.